# Sthenelais gracilior
Sthenelais gracilior är en ringmaskart som beskrevs av Augener 1906. Sthenelais gracilior ingår i släktet Sthenelais och familjen Sigalionidae. Inga underarter finns listade i Catalogue of Life.